# تشانج آه 6
تشانج آه 6 هو الاسم الذي أطلق على البعثة الصينية الثانية للعودة بعينة من القمر إلى الأرض، اسم البعثة مستوحى من اسم إله القمر في الصين (تشانج).
انطلق المسبار على متن صاروخ لونج مارش 5 من مركز وينشانغ لإطلاق الأقمار الصناعية [الإنجليزية] في جزيرة هاينان في 3 مايو 2024.